# Tōon-ryū
Tōon-ryū (東恩流?, Tōu'on-ryū) è uno stile di karate okinawense fondato da Juhatsu Kyoda.

## La storia
Juhatsu Kyoda (許田 重発?, Kyoda Juhatsu,  5 dicembre, 1887– 31 agosto 1968) entrò nel dojo di Higaonna Kanryō nel 1902 e continuò a studiare con lui sino alla morte di Kanryō avvenuta nel 1915.
Un mese dopo che Kyoda iniziò, Chōjun Miyagi (cofondatore del Gōjū-ryū) entrò nel dojo. Nel 1908, Kenwa Mabuni  (fondatore dello Shitō-ryū) si associò al dojo di Higaonna Kanryō.
Nel 1934 Kyoda ricevette la licenza di Kyoshi dalla Dai Nippon Butoku Kai.